# Charles James Martin

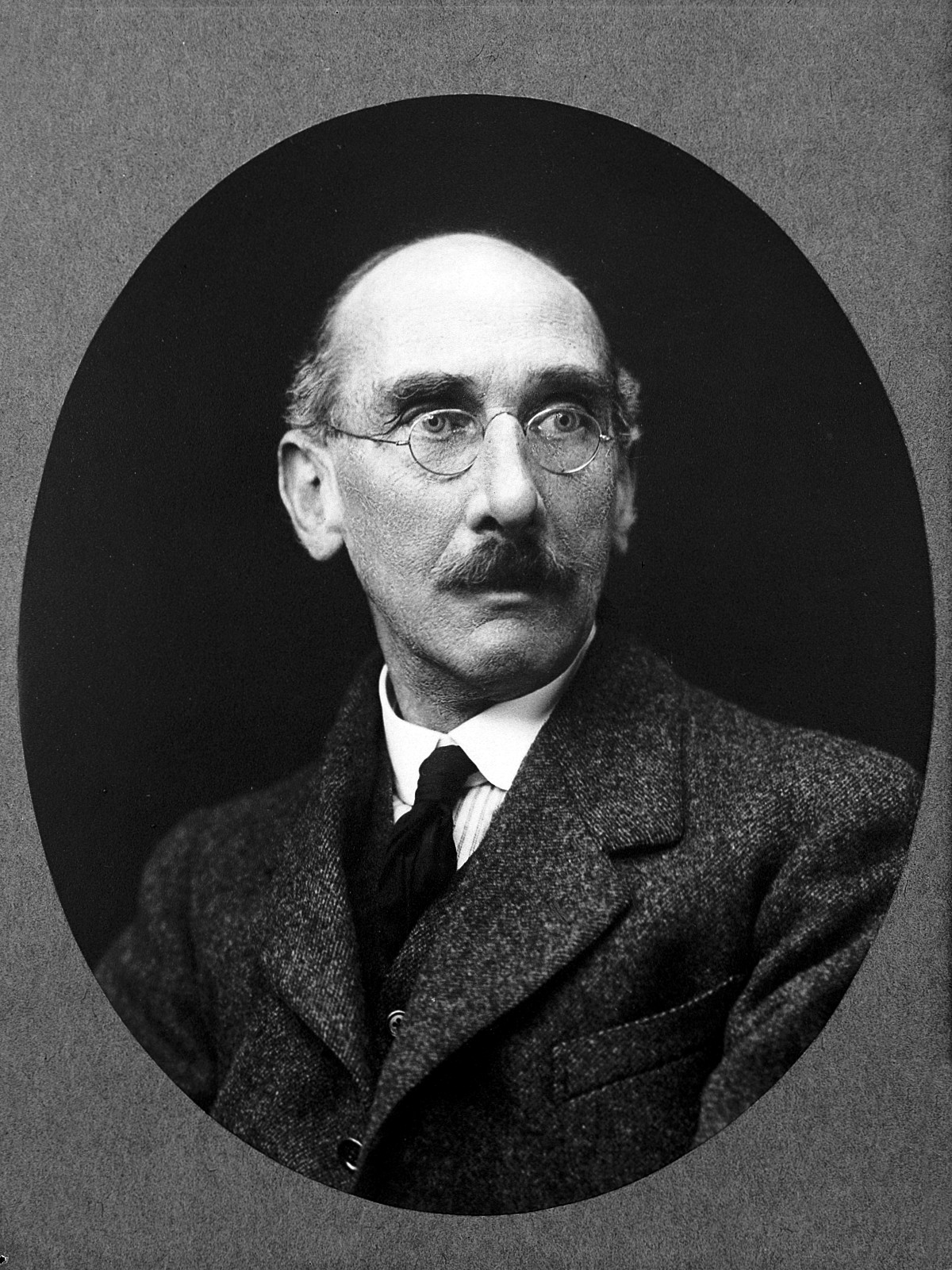
Charles James Martin

Charles James Martin (* 9. Januar 1866 in Dalston, London; † 15. Februar 1955 in Old Chesterton, Cambridge) war ein britischer Physiologe.
Martin studierte Medizin und speziell Physiologie am King’s College London und am St. Thomas Hospital mit dem Bachelor-Abschluss 1886 und der Goldmedaille der Universität und Physiologie in Leipzig bei Carl Ludwig. Von 1887 bis 1891 war er Lecturer in Biologie und Physiologie und Demonstrator in vergleichender Anatomie am King’s College London. 1891 wurde er Lecturer an der Universität Sydney und war danach Professor an der University of Melbourne. Von 1903 bis 1930 war er Direktor des Lister Institute of Preventive Medicine in London. Danach war er zwei Jahre in Australien als Leiter einer Abteilung für Tierernährung des CSIRO in Adelaide. Danach war er wieder in England mit einem eigenen Labor in Old Chesterton in Cambridge. 1934 experimentierte er über Myxomatose als Mittel gegen Kaninchenpopulationen.
Im Ersten Weltkrieg diente er als Militärarzt in Gallipoli, Ägypten und Frankreich. Er identifizierte in Gallipoli neben Typhus eine Paratyphus-Epidemie vom Typ A,B und entwickelte Impfstoffe dagegen. Er forschte über von Bakterien und Amöben ausgelöste Durchfälle und organisierte in Frankreich die Militär-Pathologie. In Australien forschte er über Schlangengifte und Antitoxine. Weiter befasste er sich mit Kontrolle der Körpertemperatur (Thema seiner Croonian Lecture), Protein-Denaturierung, Ernährungs- und Vitaminmängel.
1901 wurde er Fellow der Royal Society, deren Royal Medal er 1923 erhielt. 1927 wurde er geadelt. 1930 hielt er die Croonian Lecture des Royal College of Physicians.